# Вадозная зона

Схематический разрез холма с указанием вадозной и фреатических зон.

Вадозная зона (зона аэрации) — часть земной коры между поверхностью Земли и фреатической зоной, в которой вода находится при атмосферном давлении за счёт полостей в породе, заполненных воздухом.
В спелеологии различают ходы пещер, проработанные водой в вадозной зоне (часто вертикальные: колодцы, шахты, высокие меандры, за счёт того, что растворяется порода на полу хода) и во фреатической зоне, где вода, двигаясь под давлением, создаёт, например, купола на потолке хода.